# Edythea palmaea
Edythea palmaea är en svampart som först beskrevs av J.F. Hennen & Y. Ono, och fick sitt nu gällande namn av Cummins & Y. Hirats. 1983. Edythea palmaea ingår i släktet Edythea, ordningen Pucciniales, klassen Pucciniomycetes, divisionen basidiesvampar och riket svampar.   Inga underarter finns listade i Catalogue of Life.